# Joseph Elias van Hasselt
Joseph Elias van Hasselt (Groningen, 7 april 1874 - Auschwitz, 2 november 1942) was een ondernemer en weldoener in Groningen.
Hij was zoon van Flora Ries en Levie Elias van Hasselt. Van Hasselt richtte in Helpman aan het begin van de twintigste eeuw een tricotagefabriek op. In 1917 liet hij M.G. Eelkema een directeurswoning bouwen, die tevens diende als poort naar de fabriek. In 1929 werd de fabriek verkocht aan J.C. Mekel.
In 1923 liet Van Hasselt schuin tegenover zijn fabriek een klok bouwen, Van Hasselt's klok. Deze klok is sinds 1995 een rijksmonument.
Twee jaar later was Van Hasselt een van de initiatiefnemers, samen met o.a. Eelkema, van de bouw van het Helperbad.
Op 25 oktober 1942 werd Van Hasselt door de politie opgepakt in zijn huis aan de Verlengde Hereweg 24, tegenover zijn vroegere fabriek. Via het Scholtenhuis kwam hij in Kamp Westerbork terecht. Op 30 oktober werd hij gedeporteerd naar Auschwitz, waar hij op 2 november werd vermoord.

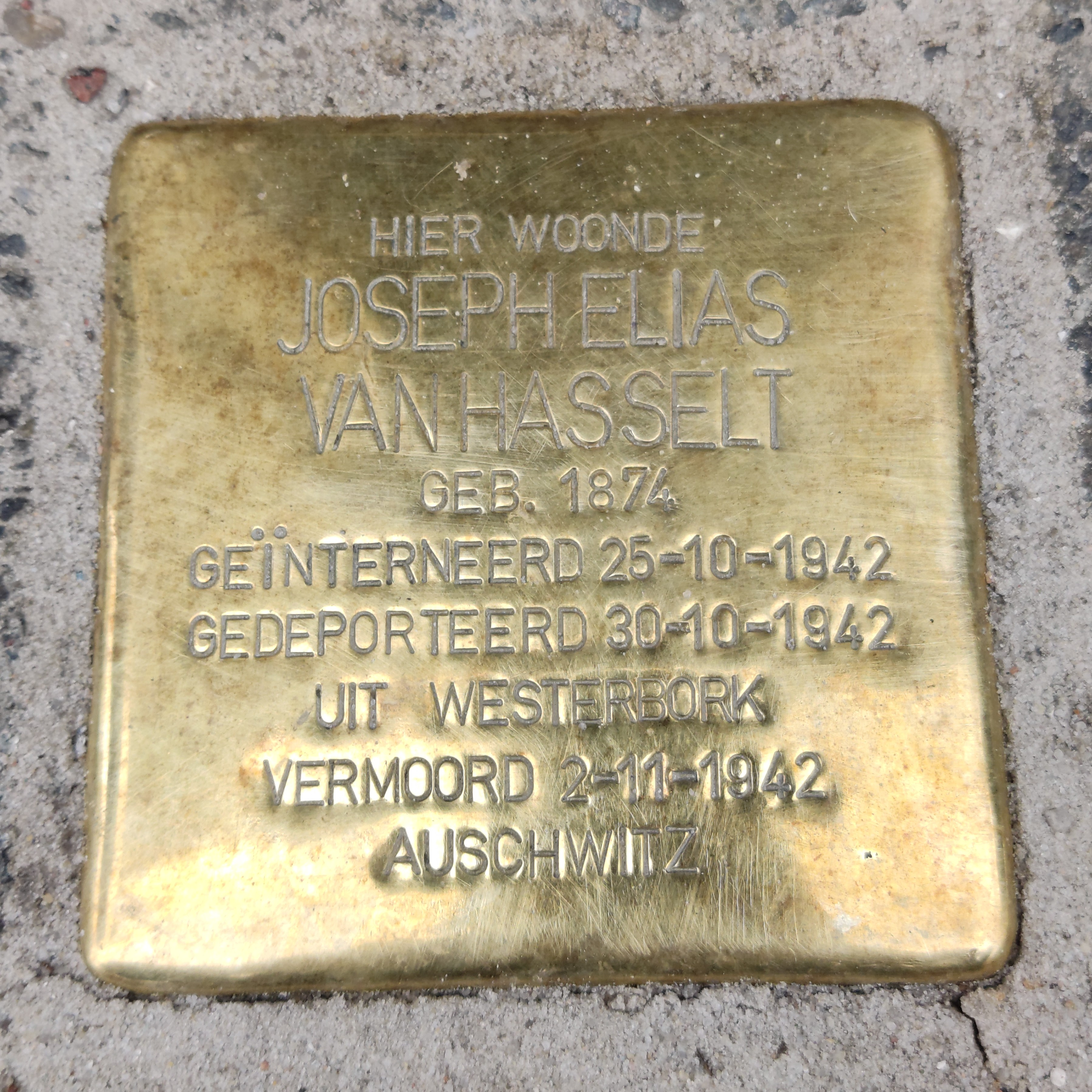
Stolperstein aan de Verlengde Hereweg

In 2024 werd voor de Verlengde Hereweg 24 een stolperstein onthuld voor Van Hasselt. ZIjn  naam wordt vermeld op het Holocaust Namenmonument in Amsterdam.